# Фристайл на зимових Олімпійських іграх 2002

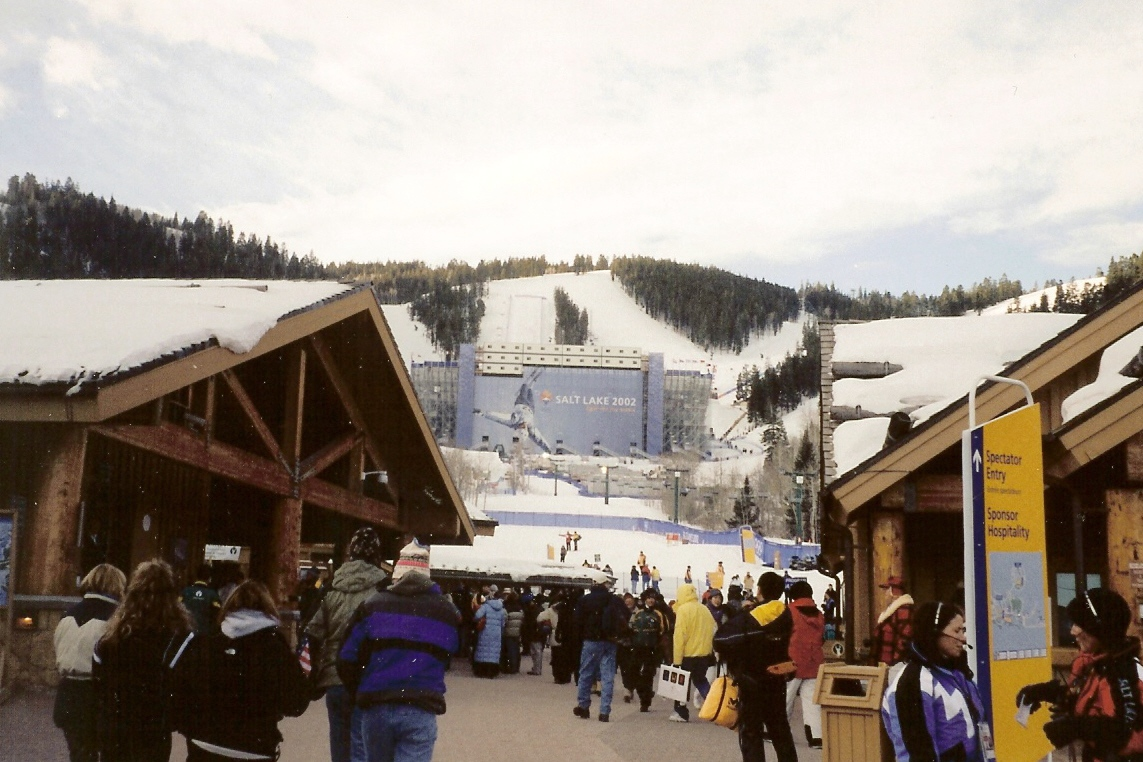
Трамплін для акробатики на курорті Дір-Веллі під час Олімпійських ігор 2002.

Змагання з фристайлу на зимових Олімпійських іграх 2002 тривали з 9 до 19 лютого на курорті Дір-Веллі в штаті Юта (США). Розіграно чотири комплекти нагород.

## Чемпіони та призери

### Таблиця медалей
| Місце               | Країна              | Золото | Срібло | Бронза | Загалом |
| ------------------- | ------------------- | ------ | ------ | ------ | ------- |
| 1                   | Австралія (AUS)     | 1      | 0      | 0      | 1       |
| 1                   | Норвегія (NOR)      | 1      | 0      | 0      | 1       |
| 1                   | Фінляндія (FIN)     | 1      | 0      | 0      | 1       |
| 1                   | Чехія (CZE)         | 1      | 0      | 0      | 1       |
| 5                   | США (USA)           | 0      | 3      | 0      | 3       |
| 6                   | Канада (CAN)        | 0      | 1      | 1      | 2       |
| 7                   | Білорусь (BLR)      | 0      | 0      | 1      | 1       |
| 7                   | Франція (FRA)       | 0      | 0      | 1      | 1       |
| 7                   | Японія (JPN)        | 0      | 0      | 1      | 1       |
| Загалом (9 збірних) | Загалом (9 збірних) | 4      | 4      | 4      | 12      |

### Чоловіки
| Дисципліна | Золото                   | Золото | Срібло            | Срібло | Бронза                    | Бронза |
| ---------- | ------------------------ | ------ | ----------------- | ------ | ------------------------- | ------ |
| Могул      | Янне Лахтела · Фінляндія | 27.97  | Тревіс Маєр · США | 27.59  | Рішар Ге · Франція        | 26.91  |
| Акробатика | Алеш Валента · Чехія     | 257.02 | Джо Пек · США     | 251.64 | Олексій Гришин · Білорусь | 251.19 |

### Жінки
| Дисципліна | Золото                    | Золото | Срібло                    | Срібло | Бронза                | Бронза |
| ---------- | ------------------------- | ------ | ------------------------- | ------ | --------------------- | ------ |
| Могул      | Карі Тро · Норвегія       | 25.94  | Шеннон Барке · США        | 25.06  | Тае Сатоя · Японія    | 24.85  |
| Акробатика | Аліса Кемплін · Австралія | 193.47 | Вероніка Бреннер · Канада | 190.02 | Дейдра Діонн · Канада | 189.26 |

## Країни-учасниці
- Аргентина (1)
- Австралія (7)
- Австрія (1)
- Білорусь (5)
- Канада (14)
- Китай (7)
- Чехія (2)
- Данія (1)
- Фінляндія (4)
- Франція (6)
- Велика Британія (3)
- Італія (1)
- Японія (8)
- Казахстан (1)
- Норвегія (3)
- Росія (12)
- Словенія (1)
- Швеція (4)
- Швейцарія (6)
- Україна (3)
- США (14)